# Heinrich Kuhn (Politiker)
Heinrich Kuhn (* 22. August 1940 in Friedrichshafen) ist ein deutscher Arzt, Homöopath und Politiker (AfD).

## Leben
Kuhn ist pensionierter Facharzt für Gynäkologie und Allgemeinmedizin. Er ist Homöopath, Vorstandsmitglied und Dozent an der Akademie Homöopathischer Ärzte Tübingen e.V. Er lebt in Altensteig. Seit 1959 ist er Mitglied der Studentenverbindung AV Albingia-Schwarzwald-Zaringia Freiburg.

## Politik
Kuhn trat in die Alternative für Deutschland  ein und wurde bei der Landtagswahl in Baden-Württemberg 2016 mit 19,1 Prozent der Stimmen im Wahlkreis Calw (Wahlkreis 43) über ein Zweitmandat in den Landtag gewählt. Als Alterspräsident leitete er die Eröffnung der 16. Wahlperiode des Landtags.
Kuhn war Mitglied im „Ausschuss für Umwelt, Klima und Energiewirtschaft“ des Landtages. Er gab im Dezember 2016 bekannt, am Ende des Jahres von seinem Landtagsmandat aus Alters- und Gesundheitsgründen zurückzutreten. Sein Nachfolger im Landtag wurde der Ersatzkandidat Klaus Dürr.